# Borbels
Borbels ist ein Weiler von Buttlar im Wartburgkreis in Thüringen.

## Lage
Borbels befindet sich in einem Nebental bei Bermbach. Über die Kreisstraße 100 erreicht man den Weiler. Die geographische Höhe des Ortes beträgt 360 m ü. NN.

## Geschichte
Am 28. März 1549 wurde der Weiler erstmals urkundlich erwähnt. Er gehörte zum fuldischen Amt Geisa.
Im Türkensteuerregister der Fürstabtei Fulda aus 1605 ist der Ort unter Namen Borwartz mit 8 Familien erwähnt.
Im Jahr 1955 lebten im Ort 56 Einwohner, bis 2012 hatte sich diese Zahl fast halbiert auf 32 Einwohner.